# Tik csak esztek, isztok
A Tik csak esztek, isztok kezdetű dalocskát Kodály Zoltán gyűjtötte a Bars vármegyei Barson. Kodály a feljegyzésében nem különbözteti meg Óbarsot és Újbarsot.
Feldolgozás:
| Szerző       | Mire    | Mű                      | Előadás |
| ------------ | ------- | ----------------------- | ------- |
| Kassai Mária | zongora | Tik csak esztek, isztok | [ 1 ]   |

## Kotta és dallam
Tik csak esztek, isztok, engem nem kínáltok,

ez nem szép!

Ha én ennék, innék, tenéked is adnék,

jó vendég!

## Felvételek
- Gyerekdalok: Ti csak esztek. YouTube (2012. szeptember 26.)  (Hozzáférés: 2016. augusztus 25.) (audió) ének
- Gyerekdalok: Ti csak esztek. YouTube (2012. szeptember 26.)  (Hozzáférés: 2016. augusztus 25.) (audió) furulya